# Marcelino José da Silva
D. Marcelino José da Silva (Paparia, Sertã, 16 de Janeiro de 1749 - 11 de Junho de 1830) foi um bispo português.
Depois de ter estudado teologia na Universidade de Coimbra, (foi ordenado em 26 de Setembro de 1773), D. Marcelino José da Silva pertenceu à Ordem Terceira Franciscana e exerceu funções docentes na Ordem Militar de Avis. A 14 de Dezembro de 1789, foi nomeado Bispo de Macau, onde esteve entre 1791 e 1802. Em 1802, resignou e voltou para Portugal em 1803.
D. Marcelino José da Silva foi irmão de D. Manuel Joaquim da Silva e de D. Eusébio Luciano Gomes da Silva, também eles bispos.